# 특수
특수(特殊) 또는 특별(特別)은 많은 개별(개별적인 것)에 통하는 것이다. 특수를 통하는 것을 보편(일반)이라고 한다. 보편(보편적인 것) 속에 특수(특수적인 것)를 한정하여 이를 구체적인 것으로 함을 '특수화'라고 한다.

## 같이 보기
- 타입-토큰 구별